# ألبرت باجارا
ألبرت باجارا مواليد 18 فبراير 1994 في لايتي الجنوبية، الفلبين، هو ملاكم محترف فلبيني يصنف ضمن فئة وزن الذبابة.

## إحصائيات
خاض خلال مسيرته 27 نزالا، فاز في 26 ولم يتعادل وخسر في 1. فاز بالضربة القاضية في 18 نزالا.

## روابط خارجية
- ألبرت باجارا على موقع بوكس ريك (الإنجليزية) (registration required)